# Hokeï
Le Hokeï est un enchaînement technique codifié, qui permet de matérialiser les principes de base du Shorinji Kempo, tant sur le plan technique que stratégique, et sert de pierre d'achoppement sur laquelle le Kenshi (le pratiquant du Shorinji Kempo) va buter.En Shorinji Kempo il existe traditionnellement 14 Hokeïs (kanji : 法形), qui se pratiquent à vide (forme solo : tanen), et pour certains d'entre eux également à deux (forme duo : sotaï). Le Hokeï va permettre au Kenshi de prendre conscience, par la pratique, de ces principes sous-jacents.

## Tenchiken
Les six Tenchiken : Tenchiken daï ichi à daï roku. La forme sotaï n'existe que pour les quatre premiers tenchiken.

## Giwaken
Les deux Giwaken : Giwaken daï ichi et daï ni (formes tanen et sotaï)

## Byakurenken
Byakurenken daï ichi (formes tanen et sotaï)

## Ryuoken
Les trois Ryuoken :
1. Ryuoken daï ichi : kote nuki no kata (tanen et sotaï);
2. Ryuoken daï ni : yori nuki no kata (uniquement en tanen) ;
3. Ryuoken daï san : ryote yori nuki no kata (uniquement en tanen).

## Komanjiken
Manji no kata (en tan en et sotai)

## Ryu no kata
Gyaku gote no kata (uniquement en tanen)

## Kakurisuken
À partir du 1er dan seulement en tan en